# Dita Protopopová
Dita Protopopová, rozená Kalnická (* 20. ledna 1980 Bratislava), je česká psychiatrička a politička. Na ministerstvu zdravotnictví vedeném Adamem Vojtěchem řídila projekty související s reformou psychiatrické péče. Od listopadu 2019 do srpna 2021 zastávala pozici tajemnice rady vlády pro duševní zdraví, kam ji jmenoval premiér Andrej Babiš.

## Život a profesní kariéra
Narodila se do rodiny slovenského básníka a prozaika Juraje Kalnického. Otec mezi lety 2002–2006 vedl Slovenský institut v Moskvě a roku 2006 obdržel Puškinovu medaili. V roce 2004 absolvovala všeobecné lékařství na Lékařské fakultě v Hradci Králové Univerzity Karlovy.
Od roku 2015 působila jako výzkumná pracovnice Národního ústavu duševního zdraví, v závěru jako vedoucí lékařka oddělení psychotických poruch. Od února 2016, tedy v době působení Andreje Babiše, byla také poradkyní ministra financí pro zdravotnictví, od konce roku 2017 pak poradkyní ministra zdravotnictví pro reformu psychiatrické péče. Podle informací Českého rozhlasu Protopopová v průběhu roku 2017 poskytla ministerstvu financí celkem 8 konzultací, konkrétně přímo ministru Babišovi. Dle kontraktu tak činila bezplatně. Za rok 2016 materiály o jejím poradenství kromě smlouvy chybí. Podle poradenské smlouvy s ministerstvem financí měla dále zpracovávat analýzy, posudky a koncepční materiály, poskytovat konzultace a informační podporu k materiálům na vládě z oblasti psychiatrické péče. Podle pozdějšího ministra zdravotnictví Adama Vojtěcha, který byl v té době náměstkem na ministerstvu zdravotnictví, rovněž na tomto ministerstvu zastupovala ministerstvo financí, a to v souvislosti s reformou psychiatrické péče. Začala zde působit v květnu 2017, po několika měsících získala práci na plný úvazek.
Dne 20. listopadu 2018 byl ohlášen odchod Dity Protopopové z Národního ústavu duševního zdraví, a to na vlastní návrh. Ředitel ústavu Cyril Höschl v předchozích dnech, po vypuknutí kauzy kolem údajného únosu Andreje Babiše mladšího, o Protopopové hovořil jako o profesionálce s pověstí dobré a spolehlivé lékařky a současně zdůrazňoval, že byla v ústavu zaměstnána na malý úvazek.

## Politické angažmá
V říjnu 2017 Protopopová neúspěšně kandidovala za hnutí ANO do Poslanecké sněmovny Parlamentu České republiky. O rok později, v říjnu 2018 byla zvolena jako lídryně kandidátky hnutí ANO do zastupitelstva na Praze 8. V souvislosti s kauzou Čapí hnízdo však dne 13. listopadu 2018 ohlásila vzdání se zastupitelského mandátu. Informace, které se vůči ní objevily, přitom označila za lživé.
V říjnu 2019 zahájila činnost Rada vlády pro duševní zdraví pod vedením předsedy vlády Andreje Babiše, který ji o měsíc později jmenoval tajemnicí rady po dohodě s ministrem zdravotnictví Adamem Vojtěchem, na jehož rezortu se věnovala reformě psychiatrické péče. Tuto pozici na vlastní žádost opustila na konci srpna 2021.

## Kauza Čapí hnízdo
V roce 2015 se začala jako lékařka starat o Andreje Babiše mladšího, na kterého také vypracovala zprávu o zdravotní nezpůsobilosti, díky které neměl být stíhán policií v kauze Čapí hnízdo. Vyšetřovatelé však omluvě neuvěřili, považovali ji za „účelovou a obstručkní“. V listopadu 2018 po propuknutí kauzy přezkoumal Národní ústav duševního zdraví její zdravotní zprávy vydané v příslušném období a vydal tiskové prohlášení, ve kterém uvedl, že byly „v souladu jak s lékařskou etikou, tak ve shodě se skutečností a nedošlo v nich k žádnému pochybení“.
Její manžel je bývalý ruský cyklistický závodník Petr Protopopov, zaměstnaný v Agrofertu jako řidič. Podle portálu iDNES.cz byl osobním strážcem Andreje Babiše mladšího. Babiš mladší v dokumentu „Zvláštní vyšetřování“ TV Seznam prohlásil, že byl Protopopovem unesen na Krym, aby nebyl stíhán v kauze Čapí hnízdo, a že ho tam Protopopov držel proti jeho vůli. Mělo se tak stát právě na popud Protopopové, která mu údajně dala na výběr mezi hospitalizací v ústavu a „prázdninami“ na Krymu. Protopopová tato tvrzení odmítla.